# Staren
Staren är en sjö i Smedjebackens kommun i Dalarna och ingår i Norrströms huvudavrinningsområde. Sjön har en area på 0,748 kvadratkilometer och ligger 134 meter över havet.

## Delavrinningsområde
Staren ingår i det delavrinningsområde (667606-147238) som SMHI kallar för Utloppet av Leran. Medelhöjden är 203 meter över havet och ytan är 68,69 kvadratkilometer. Räknas de 74 avrinningsområdena uppströms in blir den ackumulerade arean 1 508,36 kvadratkilometer. Kolbäcksån som avvattnar avrinningsområdet har biflödesordning 3, vilket innebär att vattnet flödar genom totalt 3 vattendrag innan det når havet efter 243 kilometer. Avrinningsområdet består mestadels av skog (75 procent). Avrinningsområdet har 5,12 kvadratkilometer vattenytor vilket ger det en sjöprocent på 7,4 procent. Bebyggelsen i området täcker en yta av 0,91 kvadratkilometer eller 1 procent av avrinningsområdet.